# طبيب الرئيس الأمريكي
طبيب الرئيس هو اللقب الرسمي للطبيب الذي يختاره الرئيس ليكون طبيبه الشخصي. في كثير من الأحيان ، يعمل طبيب الرئيس أيضًا كمدير للوحدة الطبية بالبيت الأبيض، وهي وحدة تابعة للمكتب العسكري بالبيت الأبيض مسؤولة عن الاحتياجات الطبية لرئيس الولايات المتحدة ونائب الرئيس وموظفي البيت الأبيض والزوار. يعد طبيب الرئيس هو أيضًا كبير أطباء البيت الأبيض.